# 阿爾茨豪森湖

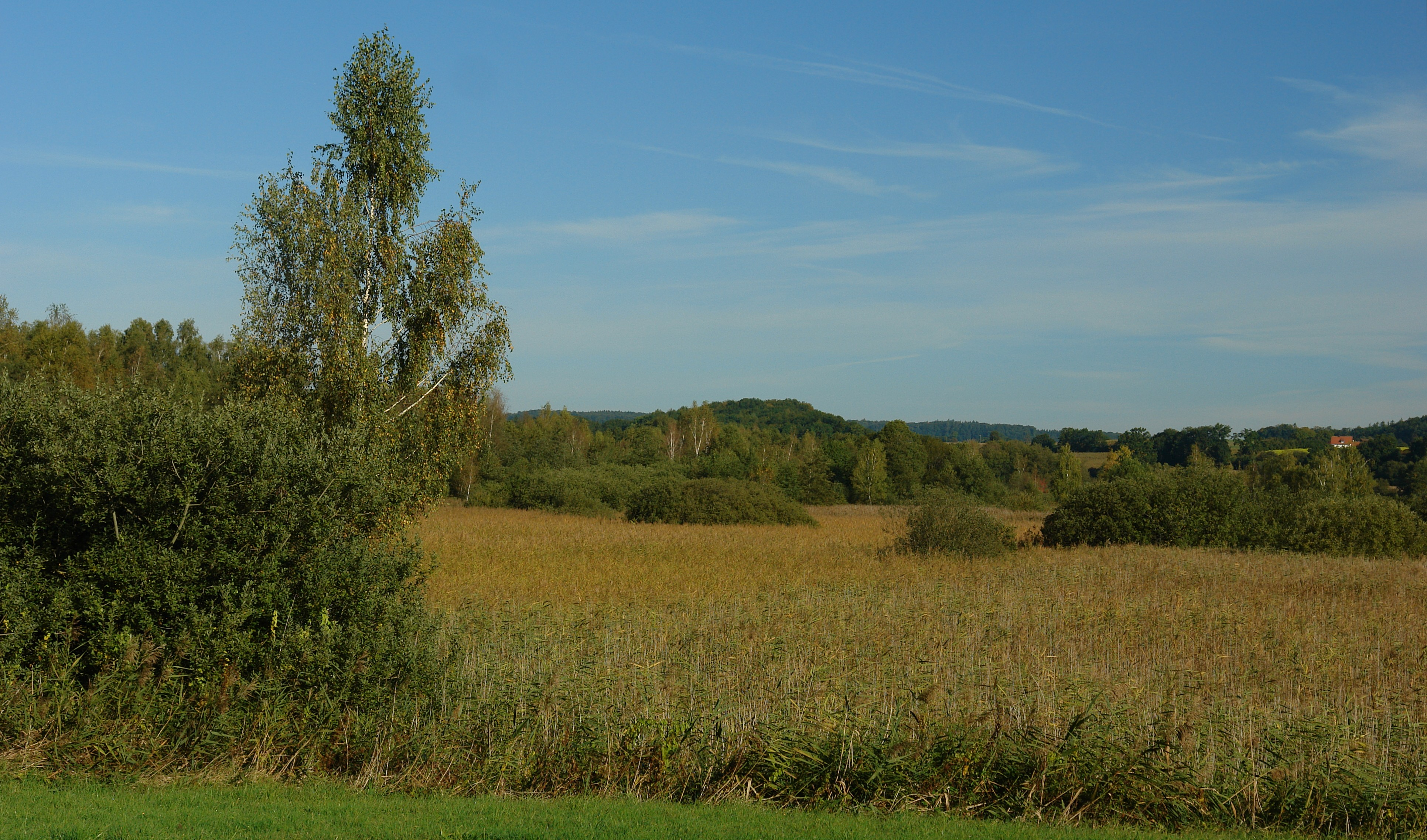

47°56′11″N 9°31′46″E / 47.93639°N 9.52944°E
阿爾茨豪森湖（德語：Altshauser Weiher），是德國的湖泊，位於該國西南部，由巴登-符騰堡州負責管轄，處於阿爾茨豪森，面積0.1平方公里，海拔高度582米，平均水深1.8米，最大水深3.5米，水體容量18.9萬立方米。